# Bulletproof Monk – Der kugelsichere Mönch
Bulletproof Monk – Der kugelsichere Mönch (Originaltitel: Bulletproof Monk) ist ein US-amerikanischer Actionfilm aus dem Jahr 2003. Die Premiere fand am 16. April 2003 in den USA statt.

## Handlung
Seit 60 Jahren schützt ein geheimnisvoller Mönch ohne Namen eine alte Schriftrolle, die den Schlüssel zu unbegrenzter Macht enthält. Auf der Suche nach einem geeigneten Verwahrer trifft er der Prophezeiung entsprechend in Amerika auf einen Straßenjungen mit Namen Kar. Er, so glaubt der Mönch, sei der Auserwählte, der würdig ist, die Schriftrolle fortan zu tragen. Als der Mönch versucht, den unwilligen Kar in die Geheimnisse eines Wächters einzuweihen, taucht sein alter Widersacher, der Nazi-Scherge Strucker, auf und bringt das ungleiche Paar in tödliche Gefahr.

## Kritiken
Als Vorlage diente das gleichnamige Comic von Michael Avon Oeming. Allerdings lässt der Film zahlreiche Details aus (wie zum Beispiel Blicke in Kars Kindheit, den Aufstieg von Strucker oder welchen Namen der Mönch früher trug). Viele Fans des Comics waren von der Film-Adaption enttäuscht.

„Schnörkellos inszenierter Martial-Arts-Film ohne thematisch tieferen Anspruch. Der bizarre Plot bietet lediglich Anlässe für einige akrobatische Kampfszenen.“

## Trivia
- Der Film wurde mit einem Budget von 52 Millionen Dollar gedreht, er spielte in den Vereinigten Staaten jedoch nur 23,4 Millionen Dollar wieder ein.[4]
- Die Dreharbeiten zu Tibet fanden in Wirklichkeit in Kanada statt, da es sehr schwierig war, Drehgenehmigungen für Tibet zu erhalten.